# Лондон 2009 (шаховий турнір)

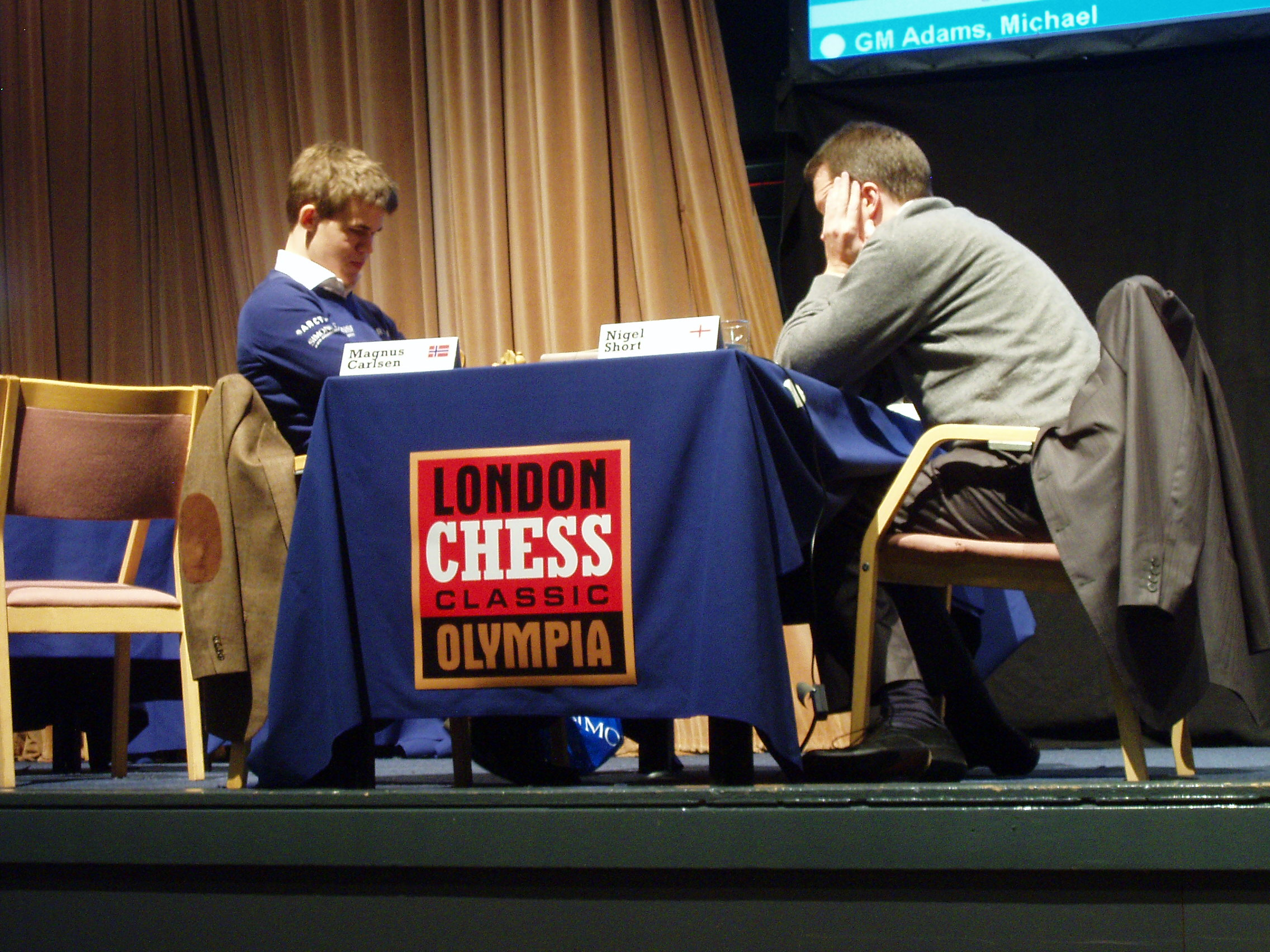
Партія 7 туру Карлсена та Шорта на турнірі London Chess Classic 2009

London Chess Classic 2009 — міжнародний шаховий турнір, який проходив з 7 по 15 грудня 2009 року в Лондоні.
Категорія турніру — XVIII (середній рейтинг — 2696)

### Розклад змагань
- Ігрові дні: 8-10, 12-15 грудня
- Вихідний день:  11 грудня

Час початку партій (київський):
- 8-10, 12-14 грудня  — 16.00 год

- 15 грудня  —14.00 год

### Регламент
- Якщо гравець запізнюється більш ніж на 30 хвилин, йому зараховується поразка.
- Гравці не мають права згоджуватися на нічию без дозволу головного судді. Нічия зараховується головним суддею в таких випадках:

- - Трьохкратне повторення ходів;
  - 50 ходів без ходів пішаків та розмінів;
  - Теоретично нічийна позиція.

#### Контроль часу
- 120 хвилин на 40 ходів, 60 хвилин на 20 наступних ходів, 15 хвилин до закінчення партії та додатково 30 секунд на  хід починаючи з 61-го.

#### Нарахування очок
- За перемогу нараховується 3 очка, за нічию 1, за поразку 0. Пропонувати нічию заборонено.

#### Критерії розподілу місць
- При рівності очок при розподілі місць додатковими показниками є:

1. Кількість перемог
2. Кількість перемог  чорним кольором
3. Результат особистих зустрічей.

При рівності всіх додаткових показників грається додатковий матч або двоколовий матч-турнір в бліц.  Якщо переможця знову не вдалося визначити, призначається додаткова партія в бліц, так званий Армагедон (6 хвилин у білих проти 5 хвилин у чорних, з додаванням 2 секунд за кожен хід, нічия на користь чорних)

### Призовий фонд
Загальний призовий фонд – 100 000 Євро.
1. 25 000 євро
2. 15 000 євро
3. 10 000 євро
4. 6 000 євро
5. 5 000 євро
6. 3 000 євро

6 000 євро – по 1000 євро за найкращу партію визначену глядацьким голосуванням в кожному турі.

20 000 євро – виділені переможцям всіх результативних партій, будуть розділені рівномірно та залежать від загальної результативності.

10 000 євро – приз за красу.

## Учасники турніру
| - Магнус Карлсен ( Норвегія, 2801) — 2 - Володимир Крамник ( Росія, 2772) — 5 - Хікару Накамура ( США, 2715) — 24 - Найджел Шорт ( Англія, 2707) — 29 | - Майкл Адамс ( Англія, 2698) — 36 - Ні Хуа ( КНР, 2665) — 60 - Люк Макшейн ( Англія, 2615) - Девід Хауелл ( Англія, 2597) |

жирним  —  місце в рейтингу станом на листопад 2009 року

## Рух за турами
Гравець виділений зеленим кольором отримав приз за найкращу партію туру. Приз за красу отримав Люк МакШейн за партію проти Хікару Накамури.
| 1 тур 08.12.2009 | 1 тур 08.12.2009 | 1 тур 08.12.2009 | 1 тур 08.12.2009 | 1 тур 08.12.2009 |
| ---------------- | ---------------- | ---------------- | ---------------- | ---------------- |
| Карлсен          | 0                | 3:0              | 0                | Крамник          |
| Макшейн          | 0                | 3:0              | 0                | Шорт             |
| Хауелл           | 0                | 1:1              | 0                | Адамс            |
| Накамура         | 0                | 1:1              | 0                | Ні Хуа           |
| 4 тур 12.12.2009 |                  |                  |                  |                  |
| Крамник          | 6                | 1:1              | 3                | Адамс            |
| Шорт             | 2                | 1:1              | 2                | Ни Хуа           |
| Карлсен          | 7                | 1:1              | 3                | Накамура         |
| Макшейн          | 3                | 1:1              | 3                | Хауелл           |
| 7 тур 15.12.2009 |                  |                  |                  |                  |
| Накамура         | 5                | 1:1              | 11               | Крамник          |
| Ні Хуа           | 6                | 0:3              | 6                | Хауэлл           |
| Адамс            | 6                | 3:0              | 7                | Макшейн          |
| Шорт             | 4                | 1:1              | 12               | Карлсен          |

| 2 тур 09.12.2009    | 2 тур 09.12.2009 | 2 тур 09.12.2009 | 2 тур 09.12.2009 | 2 тур 09.12.2009 |
| ------------------- | ---------------- | ---------------- | ---------------- | ---------------- |
| Крамник             | 0                | 3:0              | 1                | Ні Хуа           |
| Адамс               | 1                | 1:1              | 1                | Накамура         |
| Шорт                | 0                | 1:1              | 1                | Хауелл           |
| Карлсен             | 3                | 3:0              | 3                | Макшейн          |
| 5 тур 13.12.2009    |                  |                  |                  |                  |
| Хауелл              | 4                | 1:1              | 7                | Крамник          |
| Накамура            | 4                | 0:3              | 4                | Макшейн          |
| Ні Хуа              | 3                | 0:3              | 8                | Карлсен          |
| Адамс               | 4                | 1:1              | 3                | Шорт             |
| Фінальний результат |                  |                  |                  |                  |
| Карлсен             | 13               | 13               | 13               | 13               |
| Крамник             | 12               | 12               | 12               | 12               |
| Хауелл              | 9                | 9                | 9                | 2 критерій       |
| Адамс               | 9                | 9                | 9                | 9                |

| 3 тур 10.12.2009    | 3 тур 10.12.2009 | 3 тур 10.12.2009 | 3 тур 10.12.2009 | 3 тур 10.12.2009 |
| ------------------- | ---------------- | ---------------- | ---------------- | ---------------- |
| Макшейн             | 3                | 0:3              | 3                | Крамник          |
| Хауелл              | 2                | 1:1              | 6                | Карлсен          |
| Накамура            | 2                | 1:1              | 1                | Шорт             |
| Ні Хуа              | 1                | 1:1              | 2                | Адамс            |
| 6 тур 14.12.2009    |                  |                  |                  |                  |
| Крамник             | 8                | 3:0              | 4                | Шорт             |
| Карлсен             | 11               | 1:1              | 5                | Адамс            |
| Макшейн             | 7                | 0:3              | 3                | Ні Хуа           |
| Хауелл              | 5                | 1:1              | 4                | Накамура         |
| Фінальний результат |                  |                  |                  |                  |
| Макшейн             | 7                | 7                | 7                | 7                |
| Ні Хуа              | 6                | 6                | 6                | 1 критерій       |
| Накамура            | 6                | 6                | 6                | 6                |
| Шорт                | 5                | 5                | 5                | 5                |

## Турнірна таблиця
| № | Учасник           | Країна   | Рейтинг | 1 | 2 | 3 | 4 | 5 | 6 | 7 | 8 |  | + | − | = | Очки | Місце | Performance |
| - | ----------------- | -------- | ------- | - | - | - | - | - | - | - | - |  | - | - | - | ---- | ----- | ----------- |
| 1 | Магнус Карлсен    | Норвегія | 2801    |   | 3 | 1 | 1 | 3 | 3 | 1 | 1 |  | 3 | 0 | 4 | 13   | 1     | 2839        |
| 2 | Володимир Крамник | Росія    | 2772    | 0 |   | 1 | 1 | 3 | 3 | 1 | 3 |  | 3 | 1 | 3 | 12   | 2     | 2787        |
| 3 | Девід Хауелл      | Англія   | 2597    | 1 | 1 |   | 1 | 1 | 1 | 1 | 1 |  | 1 | 0 | 6 | 9    | 3     | 2760        |
| 4 | Майкл Адамс       | Англія   | 2698    | 1 | 1 | 1 |   | 3 | 1 | 1 | 1 |  | 1 | 0 | 6 | 9    | 4     | 2746        |
| 5 | Люк Макшейн       | Англія   | 2615    | 0 | 0 | 1 | 0 |   | 0 | 3 | 3 |  | 2 | 4 | 1 | 7    | 5     | 2606        |
| 6 | Ні Хуа            | КНР      | 2665    | 0 | 0 | 0 | 1 | 3 |   | 1 | 1 |  | 1 | 3 | 3 | 6    | 6     | 2599        |
| 7 | Хікару Накамура   | США      | 2715    | 1 | 1 | 1 | 1 | 1 | 1 |   | 1 |  | 0 | 1 | 6 | 6    | 7     | 2644        |
| 8 | Найджел Шорт      | Англія   | 2707    | 1 | 0 | 1 | 1 | 0 | 1 | 1 |   |  | 0 | 2 | 5 | 5    | 8     | 2593        |

### Переможець
Магнус Карлсен